# Doctor Detroit
Doctor Detroit è un film del 1983 diretto da Michael Pressman.
È il primo film interpretato da Dan Aykroyd dopo la morte di John Belushi.